# 卡列瓦拉鎮區 (明尼蘇達州卡爾頓縣)
卡列瓦拉鎮區（英語：Kalevala Township）是位於美國明尼蘇達州卡爾頓縣的一個行政鎮區。

## 地方資料
卡列瓦拉鎮區的面積為92.70平方千米，當中陸地面積為92.70平方千米，而水域面積為0.00平方千米。根據2020年美國人口普查的數據，當地共有人口304人，而人口密度為每平方千米3.28人。